# Okręg
Okręg (in italiano: circondario, al plurale: okręgi) è un termine utilizzato in polacco per riferirsi a regioni e giurisdizioni di vari tipi, tra le quali le circoscrizioni elettorali. Come suddivisioni amministrative storiche della Polonia, gli okręgi esistettero nell'ultimo periodo del Regno del Congresso, dal 1842, quando il nome fu applicato agli ex distretti.
Gli okręgi vennero anche creati temporaneamente dal 1945 al 1946 nelle aree annesse alla Polonia dalla Germania, in conseguenza dell'avanzata militare sovietica. Un okręg era allora suddiviso in obwody. Questi okręgi furono poi sostituiti dai voivodati, e gli obwody dai distretti.